# ファブリツィオ・ディ・マウロ
ファブリツィオ・ディ・マウロ（Fabrizio Di Mauro、1965年6月18日 - ）は、イタリア、ローマ出身の元サッカー選手。現役時代のポジションはMF。主にASローマ、ACFフィオレンティーナでプレーした。
1993年にアリゴ・サッキ監督によりイタリア代表として起用され、3試合の出場経験がある。

## タイトル
- ASローマ
  - コッパ・イタリア : 1990-91